# Rodinné konstelace
Rodinné konstelace je pseudovědeckou metodou rozvoje osobnosti, sebepoznávání a psychoterapie. Podle svých zastánců umožňuje ukázat a pocítit souvislosti a vztahy mezi členy rodiny, případně členy širších systémů. Jejich tvůrcem je Bert Hellinger. Metoda je používána v alternativních poradenských postupech.

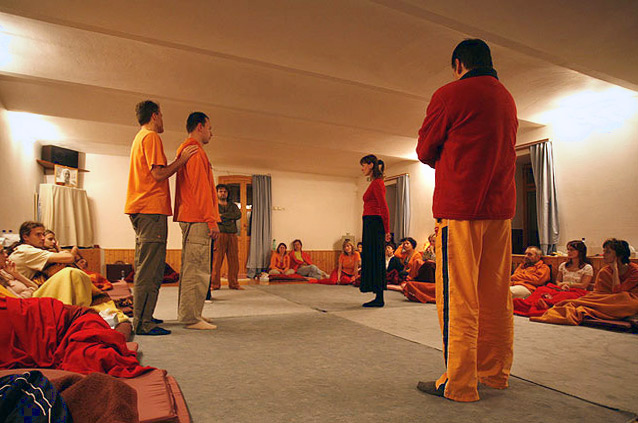
Rodinné konstelace formou semináře

## Účel a původ metody
Základní myšlenkou metody je, že se v rodinách některé vzorce chování opakují napříč generacemi. Rodinné konstelace se snaží s těmi souvislostmi pracovat a nabídnout jakýsi pohled na nevědomou rodinnou dynamiku.
Rodinné konstelace zavedl Bert Hellinger (1925–2019), který tuto metodu vyvinul v osmdesátých a devadesátých letech. Hellingerův fenomenologický přístup se částečně opírá o psychodrama, vyvinuté rakouským lékařem Jakobem Levy Moreno, rodinné rekonstrukce a sochání Virginie Satirové a hypnoterapii Miltona Ericksona.

## Technika konstelací

### Rodinné konstelace formou semináře
Technika konstelací spočívá v sestavení jakéhosi „modelu“ rodiny, vztahu nebo jiného systému ze „zástupců“ vybraných z ostatních účastníků semináře.
Klient terapeutovi popíše podstatu problému, který ho na konstelace přivedl. Terapeut klientovi navrhne, kteří lidé z jeho příběhu by měli v konstelaci vystupovat, a klient si mezi účastníky semináře vybere takové zástupce skutečných osob, kteří mu dotyčné pocitově nejvíc připomínají. Můžou to být nejen rodiče, sourozenci, prarodiče, ale i vzdálenější příbuzní nebo lidé s rodinou nějak spjatí. Můžou se řešit potracené nebo brzy zemřelé děti, nežádoucí členové systému či příbuzní s tragickým osudem.
Klient si rovněž zvolí zástupce, který bude v situaci zastupovat jeho samého. Takto vybrané zástupce klient rozestaví tak, jak si myslí, že by se rozestavili sami, kdyby byli přítomni. Výchozí rozestavení tedy odpovídá jeho vnitřnímu obrazu dotyčného systému. Od chvíle, kdy zástupci zaujmou své pozice, se u nich můžou začínat projevovat silné pocitové reakce. Tento jev je základem metody.
Potom může probíhat přeskupování účastníků, hledání „správného“ místa pro jednotlivé členy a doplnění systému o další vyloučené anebo "zapomenuté" členy rodiny.

### Konstelace v individuálním poradenství
Konstelace se dělají také jako individuální poradenství. Zde se pracuje se značkami místo osobních zástupců pro jednotlivé členy systému. Klient značky rozestaví na podlahu jako by tam stáli členové systému, případně si může stoupnout na jejich místo, aby se vcítil do příslušných rolí.

## Klasifikace konstelací
Někteří zastánci metody se ji snaží aplikovat na pracovní či školní kolektivy a další organizační systémy. Největšího rozšíření ale dosáhla původní aplikace metody na rodinné systémy.

### Rodinné konstelace
Z hlediska zacílení lze Rodinné konstelace dále formálně dělit podle toho, kterou část rodinného systému řeší.

#### Konstelace původního rodinného systému
V případě rodinných konstelací původního rodinného systému jde o pochopení vztahů členů původní rodiny. Patří sem sourozenci, rodiče a jejich sourozenci, prarodiče a jejich sourozenci a někdy i starší generace. Podle Hellingera je životní cesta člověka silně ovlivňována událostmi a vzorci z rodinné historie, které se nevědomě přenášejí z generace na generaci.

#### Konstelace partnerského systému
Dalším vztahovým systémem, kde se praktikuje tato technika, je systém partnerského vztahu. Do něj patří nejen partner nebo partnerka a děti, ale někdy i dřívější „důležití“ partneři a případně osoby z původní rodiny.

### Systemické konstelace
Toto označení se užívá pro obecnější aplikace konstelačních postupů na jakýkoliv systém tvořený vzájemně se ovlivňujícími členy.

### Pracovní a organizační konstelace
Konstelace se používají i na "odkrytí" vnitřní dynamiky pracovních kolektivů, organizačních systémů (podnikové konstelace), ale i různých dalších systémů.

## Kritika
Provádění rodinných či systemických konstelací je sice licencováno některými alternativními psychoterapeutickými společnostmi, jde ale o metodu spornou, která má četné kritiky. Je to metoda fenomenologická, nekauzální, subjektivistická, jejíž účinnost nelze standardními metodami ověřovat. Podle hodnocení Českého klubu skeptiků zde má, podobně jako u všech pseudovědeckých metod, léčbu zprostředkovávat jakási „energie“. Často tuto metodu provozují nekvalifikované osoby. Ale nabízejí ji i odborní lékaři a psychoterapeuti.
Projevované reakce klientů nebo obecně pozitivní posuny v rodinných vztazích u těchto seancí se vysvětlují empatií nebo efektem placebo.